# Château du Pavillon
Le château du Pavillon est situé sur la commune de Chevagnes, dans le département de l'Allier, en France.

## Localisation
Le château se trouve à l'est du village et au nord-ouest du hameau de Montchenin,,.

## Description
Le château du Pavillon est une gentilhommière bâtie au XVIIe siècle.

## Historique
Le château a appartenu à Jean Duret, lieutenant pour le Roi en Bourbonnais, puis à la famille Perrotin. Il fut l'abri clandestin de l'état civil religieux de Chevagnes durant la Terreur.